# Cinema doblat en català
Cinema doblat en català és la producció cinematogràfica en llengua original no catalana que, posteriorment, ha estat doblada en català. La primera pel·lícula doblada en català és Draps i ferro vell i la primera pel·lícula infantil doblada en català és La Ventafocs, en la versió txeca dels anys 1970.

## Creació de canals públics d'abast autonòmic

### Radio Televisió Valenciana
La Llei de Creació de la Radiotelevisió Valenciana (1984) manifestava en el seu article segon, apartat u:
| « | L'activitat dels mitjans de comunicació social de la Generalitat s'inspirarà en els principis següents: a) La promoció i protecció lingüística de la llengua pròpia de la Comunitat Valenciana. | » |

Aquest apartat es va ignorar des del primer moment.
Segons algunes dades sobre l'anàlisi de quotes de pantalla, des de la creació dels canals propis del Principat i el País Valencià, hi ha un comportament molt diferent respecte l'acceptació del públic a les pel·lícules estrangeres doblades al català. Els espectadors valencians prefereixen les pel·lícules doblades al castellà que no pas al valencià. Els espectadors catalans tenen la tendència oposada.
Un dels estudis de doblatge que va treballar per RTVV fou Àbac Studis, treballant amb tres clàssics de Hitchcock en valencià.
Arran del tancament de les emissions, hi hagué peticions de represa des de diversos sectors, com ara l'Acadèmia Valenciana de la Llengua.

### Corporació Valenciana de Mitjans de Comunicació
Amb unes propostes esperançadores de donar-li al valencià una posició digna abans del començament de les emissions es va insinuar que totes les pel·lícules amb llengües estrangeres serien doblades. L'ens successor de RTVV tampoc s'ha lliurat de crítiques respecte la poca presència de doblatge en valencià en les pel·lícules i sèries emeses. Per mor de l'estalvi en el pressupost de l'ens, es va acordar connectar-se a la FORTA, la qual cosa condiciona quantitativament els continguts en valencià de les emissions, encara que també hi ha una voluntat política de promoure la «diversitat». L'autoritat audiovisual valenciana establí a finals de 2017 un pressupost de 476.377 euros per a la licitació del servei de doblatge. El 2018 rescatà contingut en valencià de l'antiga Canal Nou per re-emetre'ls. El març de 2018 van aprovar el contracte per al doblatge per a À Punt per tres milions d'euros. En el Consell Rector s'acordà demanar el trasllat de l'Arxiu de RTVV.

### Corporació Catalana de Ràdio i Televisió (CCRTV)
La CCRTV fou creada l'any 1983. Segons Lluís Comes, la Corporació va apostar per la qualitat i el control del procés tècnic de doblatge
| « | el doblatge en català va néixer amb Televisió de Catalunya i amb el tret distintiu d'introduir un procés de selecció d'una part dels professionals que participen en el doblatge. | » |

El doblatge en català des del teixit audiovisual del Principat ha hagut de contrarestar les veus que demanaven un calc dels doblatges en castellà. Una de les conclusions de Comes és:
| « | El doblatge en català va néixer amb la voluntat de crear un estil propi, però està condicionat per les expectatives que se suposa que té un públic avesat als doblatges en castellà. En aquest context, la tasca dels professionals del doblatge ha de mirar de tenir contents tant els espectadors com les productores que han generat els originals. | » |

Les xifres monetàries sobre els ajuts als projectes de doblatge sovint es presenten en els informes sobre el sector audiovisual juntament amb els ajuts a la producció d'audiovisuals catalans. En un dels informes, de l'any 2003 les ajudes per a doblatge de pel·lícules al català eren de 1.563.911 euros.
Com a mostra de legislació específica respecte el doblatge, l'Estatut aprovat pel Parlament de Catalunya el 2006 en el seu article 127 diu:
| « | 1. Correspon a la Generalitat la competència exclusiva en matèria de cultura. Aquesta competència exclusiva comprèn en tot cas: ....control i la concessió de llicències de doblatge a les empreses distribuïdores domiciliades a Catalunya. | » |

### Corporació Catalana de Mitjans Audiovisuals
Fou creada per reforma de la CCRTV.
Durant la seva existència la CCMA inicià col·laboracions (2015) amb altres cadenes amb llengua pròpia (basc i gallec) per adquirir llicències de doblatge i emissió de pel·lícules de gran impacte comercial (DreamWorks Animation).